# Gonda (Distrikt)
Der Distrikt Gonda (Hindi गोण्डा जिला, Urdu ضلع گونڈہ) ist ein Distrikt im nordindischen Bundesstaat Uttar Pradesh. Sitz der Verwaltung ist die Stadt Gonda.

## Geschichte
Das Gebiet des heutigen Bezirks Gonda war Teil des antiken Königreichs Kosala. Das Königreich wurde später in zwei vom Ghaghara-Fluss definierte Teile geteilt. Der nördliche Teil wurde dann von der Hauptstadt Shravasti aus regiert.
Nach der Annexion von Avadh (Oudh) durch die Britische Ostindien-Kompanie im Februar 1856 wurde Gonda als Distrikt eingerichtet. In dem nach der Annexion ausbrechenden indischen Aufstand von 1857 war Gonda eines der Zentren.

## Bevölkerung
Die Einwohnerzahl lag bei der Volkszählung 2011 bei 3.433.919. Die Bevölkerungswachstumsrate im Zeitraum von 2001 bis 2011 betrug 24,17 % und war damit sehr hoch. Gonda hatte ein Geschlechterverhältnis von 921 Frauen pro 1000 Männer sowie eine Alphabetisierungsrate von 58,71 %, eine Steigerung um 16 Prozentpunkte gegenüber dem Jahr 2001. Die Alphabetisierung lag allerdings weit unter dem nationalen Durchschnitt. Knapp 80 % der Bevölkerung waren Hindus und ca. 20 % Muslime.
Nur 6,7 % der Bevölkerung lebten in Städten. Die größte Agglomeration des Distrikts war Gonda mit 138.632 Einwohnern.